# Stictopelta zonifera
Stictopelta zonifera är en insektsart som beskrevs av Butler. Stictopelta zonifera ingår i släktet Stictopelta och familjen hornstritar. Inga underarter finns listade i Catalogue of Life.